# Vitalij Logvin
Vitalij Nikolaevič Logvin (in russo Виталий Николаевич Логвин?; Tashkent, 26 gennaio 1958) è un ex schermidore sovietico, vincitore di una medaglia d;oro ai campionati mondiali di scherma.